# ФЭД-670
ФЭД-670 — советский среднеформатный дальномерный фотоаппарат с центральным затвором.
Разработан Харьковским производственным машиностроительным объединением «ФЭД» во второй половине 1980-х годов.
Фотоаппарат «ФЭД-670» — единственный среднеформатный фотоаппарат, разработанный на объединении «ФЭД».
Серийно не выпускался. Предположительно изготовлено несколько экземпляров.
Планировавшаяся стоимость фотоаппарата «ФЭД-670» — более 200 рублей.

## Описание фотоаппарата
- Тип применяемого фотоматериала — плёнка типа 120 («Рольфильм»).
- Размер кадра 6×7 см (вкладыши на размер 4,5×6 см и 6×6 см).
- Корпус пластмассовый, фотоплёнка заряжается в сменную кассетную часть.
- Курковый взвод затвора и перемотки плёнки. Курок имеет транспортное и рабочее положение.
- Видоискатель оптический, сопряжён с дальномером.
- Фотографический затвор центральный с электронным управлением, выдержки от 1 до 1/250 с и «B».
- Фотоаппарат имеет полуавтоматическую установку экспозиции со светодиодной индикацией.
- Объектив «Гелиос-113» 5,6/85.[1]
- Центральный синхроконтакт «X».